# Del-Rio-Klasse
Die Del-Rio-Klasse des Marad Design C3-S-43a war ein in drei Einheiten gebauter Schiffstyp der United States Maritime Administration (MARAD).

## Geschichte
Der Entwurf des Typs C3-S-43a wurde von der US-amerikanischen Reederei Mississippi Shipping Company (Delta Line) in New Orleans beim ebenfalls in New Orleans ansässigen Schiffsingenieurbüro Friede & Goldmann Inc. in Auftrag gegeben. Der Bau der drei jeweils 9,6 Millionen US-Dollar teuren Schiffe wurde von der MARAD im Rahmen des Long Range Shipbuilding Program bei der Avondale Industries Werft in West Kego in Auftrag gegeben, welche im Juli 1960 das erste der Schiffe zu Wasser ließ und die Serie im darauffolgenden Juli abschloss. Eingesetzt wurden die Schiffe auf den von der Delta Line betriebenen Diensten vom US-Golf zur südamerikanischen Ostküste und nach Westafrika. Das Schiffstrio wurde 1982 mit der Delta-Line die US-amerikanische Schleppreederei Crowley Maritime verkauft und 1985 an die United States Lines weitergegeben. Diese brach im Folgejahr ebenfalls zusammen, woraufhin alle drei Schiffe 1985 nach 25 Dienstjahren von Pioneer Resources in New Orleans übernommen und schließlich zur Verschrottung ins Ausland verkauft wurden.
1968 wurden weitere fünf Schiffe des äußerst ähnlichen Entwurfs Marad Design C3-S-76a gebaut.

## Technik
Die Avondale-Werft baute einen in vielerlei Hinsicht von den üblichen Stückgutschiffen abweichenden Entwurf mit vorn liegendem stromlinienförmigen Brückenhaus, stark vornüberfallendem Steven mit Bugwulst und einem Kreuzerheck. Ungewöhnlicher, wenn auch nicht so auffällig war die Aufteilung der Laderäume. Der Schiffskonstrukteur Jerome L. Goldman entwickelte unter dem Begriff All-Hatch-Vessel (Nur-Luken-Schiff) das erste, im Sinne des Decksöffnungsgrades wirklich "Offene Schiff". Vor den Brückenaufbauten befand sich der erste Laderaum mit drei Decks und einer Luke die von zwei Ladebäumen bedient wurde. Im Mittelschiff, zwischen den vorderen und den achteren Aufbauten befanden sich weitere 5 Trockenladeräume mit je drei Decks und nicht weniger als fünfzehn Luken in drei Reihen. Die auch in Längsrichtung geteilten Laderäume mit großem Decksöffnungsgrad sollten im Zusammenhang mit den Greer-Luken auf dem Hauptdeck und den großen hydraulischen Zwischendecksluken einen 80- bis 90-prozentigen vertikalen Zugang zur Ladung gewährleisten. Die Umschlageinrichtungen in diesem Bereich bestanden aus fünf Colby 5-Tonnen-Kränen und einem mittig angebrachten Stülcken-Schwergutgeschirr, das die Laderäume 3 und 4 bedienen konnte. Die auf dieser Schiffsserie verbauten Stülcken-Schwergutbäume waren die ersten auf US-amerikanischen Schiffen überhaupt. Trotz ihrer herstellerseitigen Auslegung auf 90 Tonnen, ließ die amerikanische Klassifikationsgesellschaft die Bäume nur für 60 Tonnen zu. Hinter den achteren Aufbauten befand sich ein Kühlladeraum mit zwei Decks und sechs Abteilungen. Zusätzlich waren Ladetanks im Unterraum des Vor- und Achterschiffes angeordnet, die durch Zwischendecksluken auch zur Beladung mit Schüttgütern geeignet waren.

## Übersicht
Es wurden drei C3-S-43a-Schiffe gebaut.
| C3-S-43a-Klasse | C3-S-43a-Klasse | C3-S-43a-Klasse | C3-S-43a-Klasse                                  | C3-S-43a-Klasse                                                         |
| Bauname         | Baunummer       | IMO-Nummer      | Kiellegung Stapellauf Indienststellung           | Umbenennungen und Verbleib                                              |
| --------------- | --------------- | --------------- | ------------------------------------------------ | ----------------------------------------------------------------------- |
| Del Rio         | 943             | 5087819         | 18. November 1959 12. Juli 1960 24. März 1961    | Ab 30. November 1985 bei Cuesta Francisco Mata in El Ferrol abgebrochen |
| Del Sol         | 944             | 5087845         | 18. November 1959 20. September 1960 3. Mai 1961 | 1985 bei Siderúrgica Aço Norte in Recife abgebrochen                    |
| Del Oro         | 945             | 5087807         | 26. April 1960 6. Dezember 1960 19. Juli 1961    | Ab 29. November 1985 bei Desguaces y Salvamentos in Avilés abgebrochen  |